# Melocalamus compactiflorus
Melocalamus compactiflorus là một loài thực vật có hoa trong họ Hòa thảo. Loài này được (Kurz) Benth. mô tả khoa học đầu tiên năm 1881.